# Calodectes laniger
Calodectes laniger är en skalbaggsart som beskrevs av Pierre Lesne 1906. Calodectes laniger ingår i släktet Calodectes och familjen kapuschongbaggar. Inga underarter finns listade i Catalogue of Life.